# Hintere Kohlhaldehöhle
Die Hintere Kohlhaldehöhle ist eine Tropfsteinhöhle in Baden-Württemberg. Die Höhle befindet sich auf der Schwäbischen Alb bei Heroldstatt-Sontheim etwa 100 Meter von der Sontheimer Höhle entfernt.
Der etwa 16 × 16 Meter große Hohlraum ist voller Kerzenstalagmiten. Diese schlanken Stalagmiten mit etwa 10 bis 15 cm Durchmesser sind ein bis zwei Meter hoch. Um diese besonders bizarren Gebilde zu schützen, ist die Höhle nur an einem einzigen Tag im Jahr, dem Pfingstsonntag, für Besucher zu besichtigen.

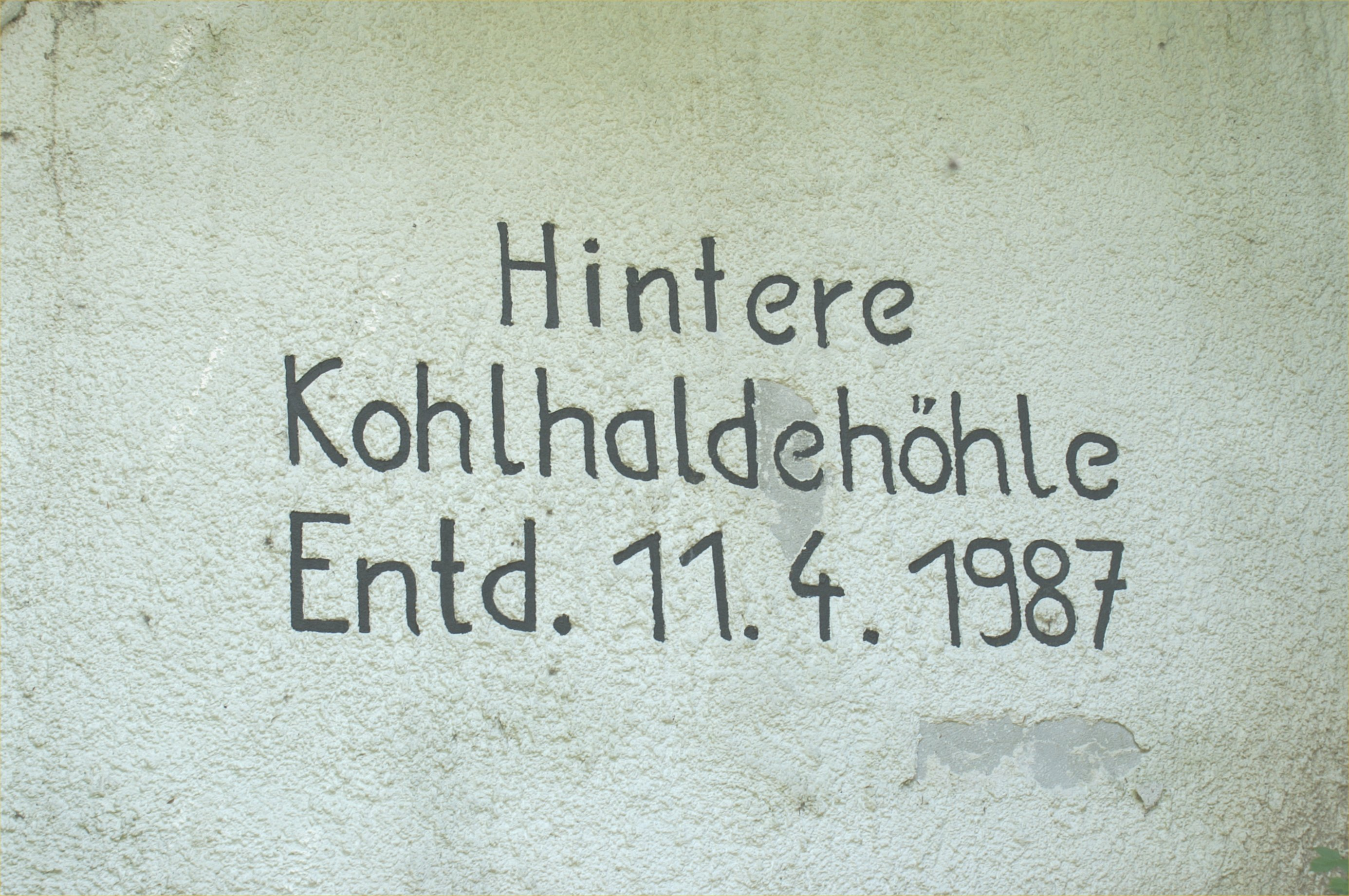
Der Eingang zur Hinteren Kohlhaldehöhle befindet sich beim Generatorhaus der Sontheimer Höhle

Entdeckt wurde die Hintere Kohlhaldehöhle 1987 beim Bau eines neuen Generatorhauses für die Sontheimer Höhle. Namensgeber ist das Waldstück, in dem sich die Höhle befindet, die Hintere Kohlhalde. Die Höhle ist sowohl als Naturdenkmal und auch als Geotop geschützt.